# 27 oktober
27 oktober är den 300:e dagen på året i den gregorianska kalendern (301:a under skottår). Det återstår 65 dagar av året.

## Återkommande bemärkelsedagar

### Nationaldagar
- Saint Vincent och Grenadinernas nationaldag
- Turkmenistans nationaldag

### Flaggdagar
- USA: Flottans dag (Navy Day)

### FN-dagar
- Världsdagen för det audiovisuella arvet

### Övriga
- Internationella nalledagen[1]
- Alla svärmödrars dag[2]

## Namnsdagar

### I den svenska almanackan
- Nuvarande – Sabina
- Föregående i bokstavsordning
  - Ina – Namnet infördes 1986 på 12 oktober, men flyttades 1993 till dagens datum och utgick 2001.
  - Sabina – Namnet har, till minne av en romersk martyr från 100-talet, funnits på dagens datum sedan gammalt och har inte flyttats.
  - Sebastian – Namnet fanns före 1901 på 20 januari. Detta år utgick det, men återinfördes 1986 på dagens datum, för att 1993 flyttas tillbaka till 20 januari, där det har funnits sedan dess.
  - Sussy – Namnet infördes på dagens datum 1986, men utgick 1993.
  - Viktor – Namnet förekom tidvis både på 6 mars, 19 april och dagens datum före 1692, då det infördes på 22 mars. Där fanns det fram till 1993, då det flyttades till 12 mars, och 2001 flyttades till 22 januari.
- Föregående i kronologisk ordning
  - Före 1901 – Sabina och (tidvis) Viktor
  - 1901–1985 – Sabina
  - 1986–1992 – Sabina, Sebastian och Sussy
  - 1993–2000 – Sabina och Ina
  - Från 2001 – Sabina
- Källor
  - Brylla, Eva (red.). Namnlängdsboken. Gjøvik: Norstedts ordbok, 2000 ISBN 91-7227-204-X
  - af Klintberg, Bengt. Namnen i almanackan. Gjøvik: Norstedts ordbok, 2001 ISBN 91-7227-292-9

### Finlandssvenska almanackan
- Nuvarande från 2000[3] – Sabina
- I föregående revideringar[a][4]
  - 1929–1949 – Minna
  - 1950–1972 – Karola
  - 1973–1999 – Tryggve

## Händelser
- 625 – Sedan Bonifatius V har avlidit två dagar tidigare väljs Honorius I till påve.
- 939 – Vid Æthelstan den ärorikes död efterträds han som kung av England av sin bror Edmund.
- 1524 – Franska trupper påbörjar en belägring av Pavia under Italienska krigen.
- 1810 – USA deklarerar sin annektering av Republiken Västra Florida, ett område som tidigare varit en spansk koloni.
- 1808 – Slaget vid Virta bro, Finland, då Johan August Sandels med 2 000 man besegrar en jämnstark rysk styrka.
- 1922 – Marschen mot Rom. Benito Mussolini och hans fascistiska partikamrater tågar till Rom.
- 1946 – Frankrike antar en ny konstitution.[5]
- 1947 – Pizza serveras för första gången i Sverige på Restaurang Sjöhagen i Västerås av italienska emigranter, som då ofta jobbade på Asea.
- 1956 – Imre Nagy bildar en nationalistisk regering i Ungern.
- 1961 – Berlinkonfrontationen inleds, avslutas 28 oktober
- 1981 – Den sovjetiska ubåten U 137 går på grund utanför Karlskrona.
- 1986 – Ellis Island Medal of Honor delas ut för första gången.[6]
- 1991 – Turkmenistan blir självständigt.

## Födda
- 1401 – Katarina av Valois, drottning av England 1420–1422 (gift med Henrik V).
- 1466 – Erasmus av Rotterdam (troligt år), nederländsk humanist och pedagog.
- 1595 – Ludovico Ludovisi, italiensk kardinal.
- 1598 – Laurentius Stigzelius, teolog, svensk ärkebiskop 1670–1676.
- 1728 – James Cook, brittisk kapten och upptäckare.
- 1732 – Erik Waller (biskop), biskop i Västerås stift.
- 1736 – James Macpherson, skotsk författare.
- 1760 – August von Gneisenau, preussisk greve och fältmarskalk.
- 1762 – Isac Reinhold Blom, författare och jurist, ledamot av Svenska Akademien.
- 1782 – Niccolò Paganini, italiensk violinist och tonsättare.
- 1811 – Isaac Merritt Singer, amerikansk uppfinnare av Singersymaskinen.
- 1815 – Niels Ludvig Westergaard, dansk orientalist.
- 1828 – Jacob Dolson Cox, amerikansk republikansk politiker och general.
- 1844 – Klas Pontus Arnoldson, publicist och politiker, mottagare av Nobels fredspris 1908.
- 1855 – Ivan Mitjurin, rysk (sovjetisk) hortonom.
- 1857 – Ernst Trygger, svensk professor och politiker, Sveriges statsminister 1923–1924.
- 1858 – Theodore Roosevelt, amerikansk politiker, USA:s vicepresident 1901, president 1901–1909, mottagare av Nobels fredspris 1906.
- 1873 – James J. Davis, walesisk-amerikansk politiker, senator (Pennsylvania) 1930–1945.
- 1875 – Zara Backman, svensk skådespelare.
- 1885 – Sigrid Hjertén, svensk konstnär.
- 1886 – Nils Johannisson, svensk skådespelare.
- 1894
  - Fritz Sauckel, tysk nazistisk politiker.
  - Agda Helin, svensk skådespelare och sångare.
- 1904 – Nisse Lind, svensk kapellmästare, kompositör, skådespelare och musiker (dragspel, piano).
- 1907 – Norma Balean, brittisk-norsk skådespelare.
- 1910 – Jack Carson, amerikansk skådespelare.
- 1911 – Leif Erickson, amerikansk skådespelare.
- 1914 – Dylan Thomas, brittisk-amerikansk författare och poet.
- 1917
  - Arne Andersson, svensk idrottsman (löpare) och folkskollärare. Mottagare av Svenska Dagbladets guldmedalj 1943.
  - Oliver Tambo, sydafrikansk politiker.
- 1918 – Teresa Wright, amerikansk skådespelare.
- 1924 – Bo-Göran Edling,  svensk kompositör, sångtextförfattare och musiker (saxofon).
- 1925 – Warren Christopher, USA:s utrikesminister 1993–1997.
- 1926 – H.R. Haldeman, amerikansk politisk konsult, statstjänsteman och affärsman.
- 1927 – Jorge Batlle, Uruguays president 2000–2004.
- 1932
  - Jean-Pierre Cassel, fransk skådespelare.
  - Sylvia Plath, amerikansk författare och lyriker.
- 1938 – Maurice Hinchey, amerikansk demokratisk politiker.
- 1939 – John Cleese, brittisk komiker och skådespelare, medlem i Monty Python.
- 1940 – John Gotti, amerikansk maffiaboss.
- 1942 – Marie Göranzon, svensk skådespelare.
- 1945 – Luiz Inácio Lula da Silva, brasiliansk vänsterpolitiker, president 2003–2011 och 2023–.
- 1946 – Ivan Reitman, kanadensisk filmproducent och regissör.
- 1948 – Ingela Agardh, svensk journalist och programledare i tv.
- 1949 – Garry Tallent, amerikansk musiker, basist.
- 1952 – Francis Fukuyama, amerikansk författare och professor.
- 1956 – Patty Sheehan, amerikansk professionell golfspelare.
- 1958 – Simon Le Bon, brittisk sångare i gruppen Duran Duran.
- 1963
  - Lou Hoffner, tysk musiker.
  - Aleksander Szczygło, polsk politiker, försvarsminister 2007.
- 1964 – Dawit Isaak, svensk-eritreansk journalist, författare och dramatiker.
- 1970 – Karl Backman, svensk konstnär och musiker.
- 1971 – Channon Roe, amerikansk skådespelare.
- 1972 – Maria Mutola, friidrottare, 800-meterslöpare från Moçambique.
- 1973
  - Jessica Andersson, sångare i gruppen Fame.
  - Kerstin Avemo, svensk operasångare.
- 1981 – Salem Al Fakir, svensk musiker.
- 1984 – Kelly Osbourne, brittisk sångare och skådespelare.
- 1987
  - Kata Gáspár, ungersk skådespelare.
  - Kilian Jornet Burgada, spansk ultramaratonlöpare och skidalpinist.

## Avlidna
- 939 – Æthelstan den ärorike, kung av Wessex 924–927 och av England sedan 927.
- 1326 – Hugh le Despenser, engelsk baron, var under en tid Edvard II av Englands främste rådgivare.
- 1327 – Elizabeth de Burgh, drottning av Skottland sedan 1306 (gift med Robert I).
- 1505 – Ivan III den store, storfurste av Moskva 1462–1505.
- 1553 – Miguel Serveto, spansk läkare och teolog.
- 1605 – Akbar den store, indisk stormogul.
- 1735 – Catharina Bröms, svensk brukspatron vid Wij säteri och bruk 1708–1735.
- 1789 – John Cook, amerikansk politiker, Delawares president 1782–1783.
- 1808 – Jakob Henrik Zidén, finländsk militär, stupad.
- 1864 – Andreas Randel, svensk kompositör och musiker (violinist).
- 1923 – Oscar Norén, svensk tidningman och godsägare.
- 1944 – Rutger Sernander, 77, naturskyddsman, botanist, geolog och arkeolog.
- 1948 – Sigrid Hjertén, svensk konstnär.
- 1949 – Sven Wijkman (militär), svensk militär, politiker och journalist.
- 1957 – Carl-Harald, svensk skådespelare.
- 1967 – Arvid Källström, svensk konstnär och skulptör.
- 1968 – Lise Meitner, österrikisk-judisk fysiker.
- 1969 – Vera Nilsson, svensk skådespelare.
- 1975 – Rex Stout, amerikansk deckarförfattare.
- 1977 – James M. Cain, amerikansk författare.
- 1980 – John H. van Vleck, 81, amerikansk fysiker, mottagare av Nobelpriset i fysik 1977.
- 1982 – Mary Gräber, svensk skådespelare.
- 1990 – Jacques Demy, fransk regissör.
- 1992 – David Bohm, kärnfysiker och filosof.
- 1993 – Ulla-Bella Fridh, svensk skådespelare och sångare.
- 1998 – Gene Taylor, 70, amerikansk republikansk politiker, kongressledamot 1973–1989.
- 1999 – Vazgen Sargsian, armenisk politiker. (Mördad).
- 2000 – Lída Baarová, tjeckisk skådespelare.
- 2004 – Leif Hedenberg, 83, svensk skådespelare och regissör.
- 2006 – Ghulam Ishaq Khan, 91, pakistansk före detta president.
- 2008 – Ezekiel Mphahlele, 88, sydafrikansk författare.
- 2010 – Néstor Kirchner, 60, argentinsk politiker, Argentinas president 2003–2007.
- 2011 – Tom Brown, 89, amerikansk tennisspelare.
- 2012
  - Hans Werner Henze, 86, tysk tonsättare och kompositör.
  - Göran Stangertz, 68, svensk skådespelare, regissör och teaterchef.
- 2013 – Lou Reed, 71, amerikansk artist, poet, låtskrivare och musiker.
- 2014 – Leif Skiöld, 79, svensk fotbollsspelare.
- 2015 – Betsy Drake, 92, amerikansk skådespelare.
- 2019 – John Conyers, 90, amerikansk demokratisk politiker, kongressledamot 1965–2017.
- 2021 – Per T. Ohlsson, 63, svensk författare och journalist.